# Ballo sardo

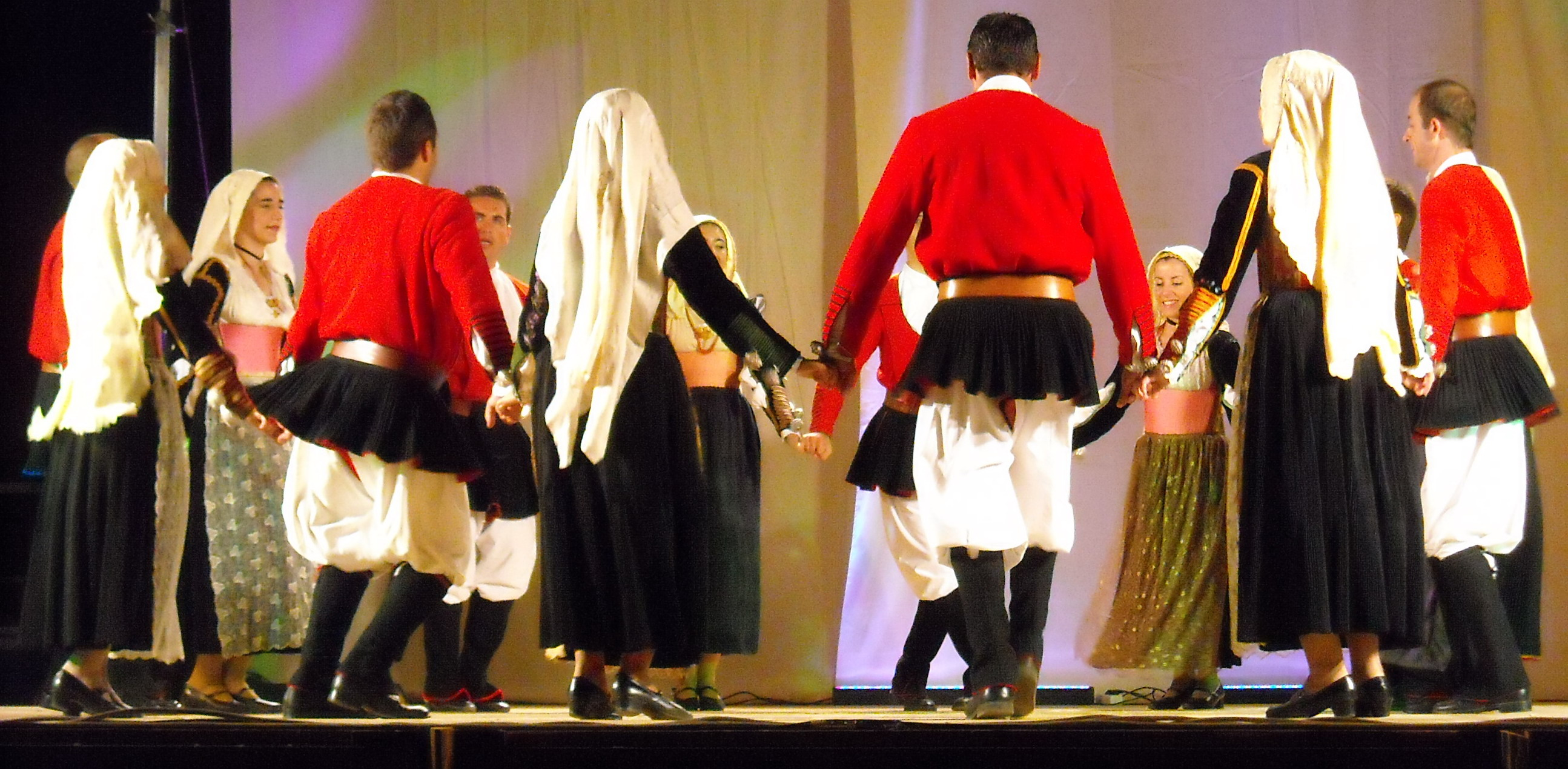
Ballo Sardo (Gruppo Folk Ittiri Cannedu)

Il ballo sardo (su ballu sardu), spesso riferito al plurale come balli sardi, identifica l’insieme delle danze folkloristiche tipiche dell'isola di Sardegna.
Il termine può tuttavia sottintendere una danza specifica, quella maggiormente diffusa, che corrisponde al nome di Ballu Tundu ("danza circolare"), A Passu Torrau ("a passo ripetuto"), Ballu Seriu ("ballo posato") e altri, a seconda della zona presa in considerazione.
Questa tradizione è stata tramandata oralmente per generazioni ed attualmente principalmente tramandata sia grazie ai gruppi folk presenti in tutti i paesi dell’isola, sia grazie ad una costante presenza nelle feste paesane, nelle celebrazioni e in altri festeggiamenti vari. È una delle più ricche e interessanti dell'Europa mediterranea.

## Origini

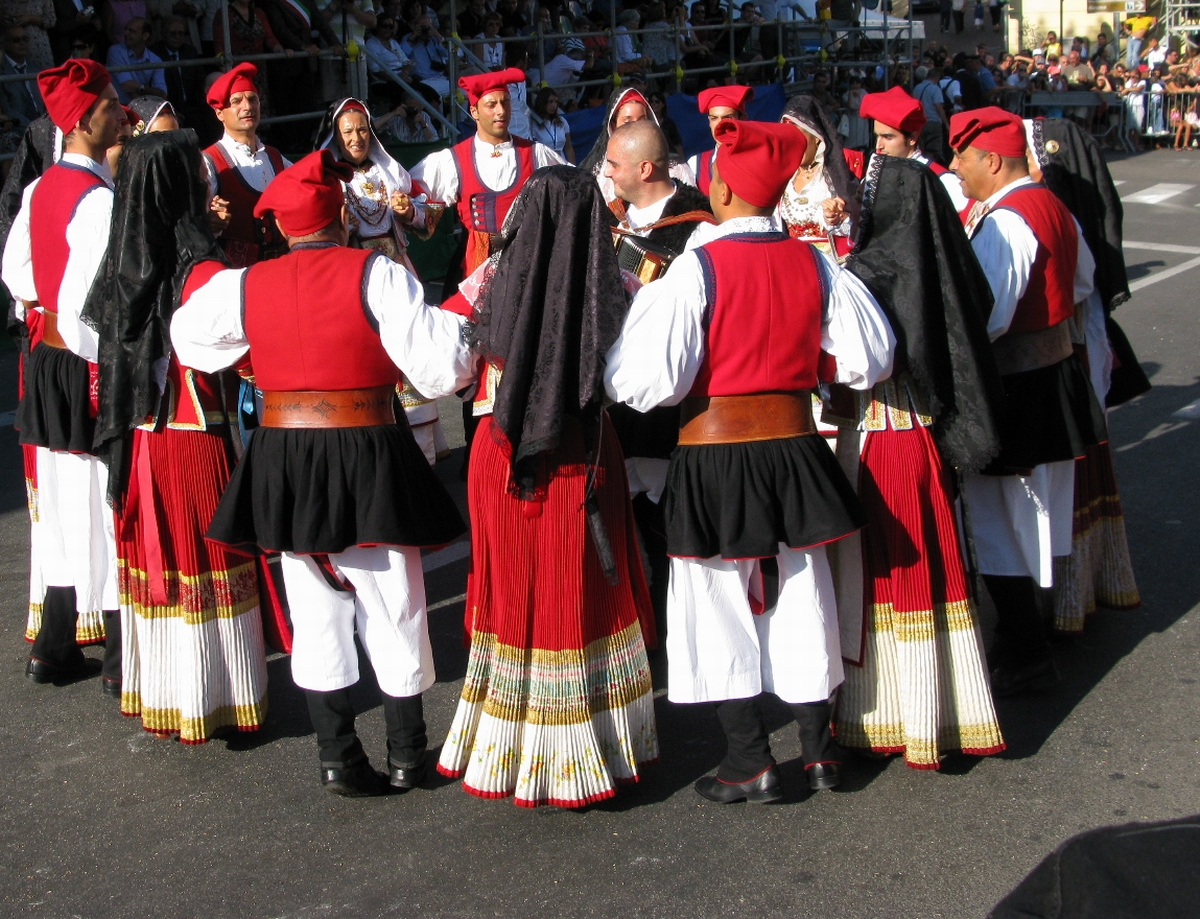
Il Ballo sardo

Sulle origini del ballo sardo non si sa molto.
Si ritiene che possa derivare dalle cerimonie sacre preistoriche celebrate per propiziarsi una caccia abbondante o un buon raccolto, e che rappresentasse non solo un divertimento, ma fosse anche l'espressione di una collettività.
Tale teoria sarebbe confermata non solo dall'uso delle launeddas per accompagnare le danze, ma anche dal loro legame col fuoco: ancora oggi, infatti, alla vigilia di alcune feste paesane si preparano i fuochi, intorno ai quali si danza. Inoltre la figura fondamentale eseguita dai ballerini è il cerchio in cui tutte le coppie si tengono per mano (“a manu tenta”), e dal punto di vista ritmico e melodico vi è uno stretto legame tra chi esegue la musica e chi la balla, cosa che confermerebbe l'importanza dell'unione comunitaria durante i momenti più significativi di aggregazione sociale.
Non è chiaro se all'inizio fosse la voce dell'uomo oppure l'accompagnamento strumentale a guidare il ballo. È invece certo che l'accompagnamento a più voci (Canto a tenore) è di uso più recente.

## Caratteristiche generali del ballo sardo
Il ballo sardo richiede un'alta specializzazione tecnica di suonatori e ballerini. Durante il ballo tutti i danzatori si tengono per mano o per le braccia formando un cerchio che ruota in senso orario. Il movimento di base, è un assecondamento ritmico simile ad un sussulto cui partecipa soprattutto il tronco, sul quale si innestano i vari passi, ognuno dei quali corrisponde in modo stretto al ritmo musicale, e che devono essere compiuti con compostezza: la parte superiore del corpo deve essere mantenuta rigida, mentre la mobilità è affidata esclusivamente agli arti inferiori.

## Classificazione del ballo sardo
La maggior parte dei balli sardi tradizionali si suddividono in due principali famiglie: danze mono-strutturate e danze bi-strutturate, differenziate grosso modo dall'uso di due ritmi differenti (seriu e allirgu).

### Danze monostrutturate
Le danze monostrutturate, di origine più antica, prevedono un andamento ritmico e di movimento omogeneo. Sono eseguite in genere sulle launeddas, sul canto monodico o sul canto polifonico dei tenores senza cambio di tonalità.
Fanno parte di questo genere:
- su ballu seriu (letteralmente "il ballo posato");
- su passu torrau (letteralmente "il passo ritornato");
- su ballu tsoppu (letteralmente "il ballo zoppo");
- su ballu gabillu (letteralmente "il ballo montagnino");
- su passu ‘e trese. (letteralmente "il passo a tre").

### Danze bistrutturate
Le danze bistrutturate sono formate da una parte lenta (sa seria o su passu) e da una più vivace e su toni melodici più alti (sa lestra o brincada) in cui i ballerini elevano i passi immettendo salti, battute di piedi e aumentando il drinnire.
Fanno parte di questo genere:
- sa danza
- su ballu brincadu o su ballu brincu
- su ballu sàrtiu
- su dillu o dìllaru o dènnaru,
- su bìcchiri
- sa logudoresa
- s'inghindulada

### Altre varietà di ballo
- Balli processionali o dal percorso intrecciato o a serpentina: sa cointrotza (= la coda intrecciata), su ballu ‘e s'esse (= il ballo della esse tipico solo del paese di Sorgono in quanto le figure che si formano nel ballo sono le lettere che formano il nome del paese), s'orrosciada (= l'intrecciata caratteristica di Samugheo e presente anche nel paese di Sorgono)
- Balli di provenienza esterna come sa muffulina (derivata probabilmente dalla manfrina dell'Italia centro-settentrionale)
- su scotis (di origine centro-europea)
- su ballu tzivile (produzione locale di valzer, polke, mazurke e tango), così detto per rimarcare la differenza con i balli regionali.

## Strumenti
Gli strumenti più utilizzati per l'esecuzione del ballo sono l'organetto diatonico, l'armonica a bocca, le launeddas (antico strumento sardo), la fisarmonica, e diversi tipi di flauto in canna. Altri strumenti vengono utilizzati, ma con minor diffusione.
Talvolta la danza viene ritmata dal canto a tenore o dal cantu a chiterra (boghe 'e ballu).
Nella barbagia e nel Nuorese viene prevalentemente utilizzato l'organetto diatonico e nel campidanese viene utilizzata la fisarmonica. Le launeddas vengono utilizzate sia per il ballo sardo e sia per accompagnare le processioni ecclesiastiche.

### Suonatori di fisarmonica e di organetto diatonico
- Francesco Bande, (Bultei, 1930 - 1988)
- Mondo Vercellino, (Burgos, 1933 - 2011)
- Antonio Masala, (Nughedu Santa Vittoria, 1926 - 1993)
- Bruno Lepori Tortoli,  ballu ogliastrinu (1988)
- Totore Chessa, (Irgoli, 1959)
- Ireneo Massidda (Simaxis, 1966) Passus de Ballu - Raccolta di spartiti
- Tore Delussu, (Dorgali, 1970)
- Lutzu Lucio, (Siniscola 1988)
- Galdino Musa,
- Giovanni Lai,
- Ignazio Erbì,
- Simone Grussu,
- Roberto Fadda,
- Francesco Deiana (Ittiri, 1992)
- Gianni Ore,
- Fiorentino Piras,
- Pietro Madau,
- Bruno Camedda
- Luigino Saderi,
- Giovanni Saderi,
- Gianluca Chessa, (Orune 1998)
- Simone Tolu (Atzara 1999)
- Graziano Picoi
- Sisinnio Picoi
- Graziano Picoi junior

### Suonatori di launeddas
- Efisio Melis
- Antonio Lara
- Giovanni Casu
- Peppe Cuga
- Aurelio Porcu
- Dionigi Burranca

### Suonatori di chitarra
- Daniel Pili, (Osini, 1994)

## Tipi di ballo
In Sardegna vengono eseguiti diversi tipi di danze tradizionali.

### Su ballu antigu
Simile a su ballu tundu, da cui differisce solo sulle note che risultano più lente e cadenzate, è il ballo più antico e che ha subito meno trasformazioni nel tempo. Veniva ballato in piazza in occasione di feste paesane, coinvolgendo persone di ogni età e ceto sociale. 
Si tratta di un ballo molto semplice, perciò facilmente eseguibile da tutti, accompagnato dalla voce singola o dal canto a tenore.

### Su ballu tundu

Ballu tundu agli inizi del Novecento (Bitti)

Il ballu tundu (detto anche semplicemente ballu) è una evoluzione del ballu antigu.
Si tratta di un ballo gioioso che viene eseguito praticamente in qualsiasi festa, sagra o manifestazione, specialmente in Barbagia.
Si esegue tenendosi per mano a braccia strette e ripiegate sui gomiti eseguendo un doppio passo più cadenza del piede destro. I ballerini sono disposti formando un cerchio (tundu = tondo), da cui si stacca a turno una coppia che balla ponendosi in evidenza.
È caratterizzato da due movimenti fondamentali: sa seria (parte introduttiva in cui il passo è rimasto pressoché invariato rispetto all'originario ballu anticu) e su sartiu, parte più vivace. 	
Nel corso degli anni, soprattutto per permettere allo sguardo dello spettatore di cogliere l'abilità dei danzatori che eseguono variazioni coreografiche spettacolari e di estrema difficoltà, la figura classica ha teso spesso ad aprirsi all'esterno.
Viene variamente eseguito con launeddas, con l'organetto, con l'armonico a bocca, con la fisarmonica e talvolta anche con la chitarra.

### Su ballu e Ulassa
Su ballu e Ulassa (ballo di Ulassai) si fonda sui ritmi del ballo Ogliastrino, è costituito sostanzialmente da tre tempi diversi: "su primu pè, su de dus peisi, e sa serrada", i primi due sono uguali, il terzo scandisce la chiusura. Su Ballu Ulassa ha come base il componimento del passu trese, il ballerino parte nel primo tempo con il piede destro, inserendo dei passi intermedi che portano un'evoluzione al ballo stesso chiamata (passu sesi). Nel ballo si procede avanti nel primo tempo, si punta nel secondo e si retrocede nel terzo, e poi si ricomincia. Tale ballo viene esibito sia in coppia con la donna che tra uomini, può essere serio ma anche molto ritmato.

### Sa Mamujadina
Ballo originario di Mamoiada, le persone anziane dei paesi vicini, Orgosolo, Oliena, Nuoro, Ollolai, ancora oggi lo chiamano sa Mamujadina, pare si sia diffuso in occasione dei festeggiamenti in onore dei santi Cosma e Damiano, che per l'occasione venivano ospitati nelle 'umbissias (stanzette), i novenanti del circondario che vi soggiornavano per l'intero mese di settembre. Attualmente questo ballo si è diffuso in tutta la Sardegna, e non c'è gruppo che non intona una canzone con queste note. Prevede passi in avanti in cui si inserisce "la corsa", una serie di passi avanti seguiti dal ritorno sul passo precedente e "s'intrada" con due inchini, quando è doppia si esegue il doppio inchino al rientro nel cerchio (torrau = ritornato).
Viene formato prima il ballo tondo, dopo di che gli organizzatori (SU SOTZIU) fanno uscire le coppie al centro, ogni tanto ordinano il cambio, fanno rientrare l'uomo nel cerchio, e la donna ne sceglie un altro sempre dal cerchio, dopo un po' si inverte e mandano a posto la donna e così via, nessuno può uscire senza l'ordine. Danzato in coppia o (più raramente) da gruppi formati da un uomo e due donne eseguendo flessioni sulle ginocchia e tenendo le braccia strettamente aderenti al corpo e ripiegate sui gomiti.
Il numero delle coppie o dei gruppi che ballano sui palchi (in genere sei o otto) deve essere sempre pari per permettere determinate figure coreografiche.
In origine nasce a voce o accompagnato da Su 'Ussertu, attualmente con diversi strumenti: organetto diatonico, fisarmonica, armonica a bocca, trunfa.

### Su dillu
Ballo originario del Goceano composto da un solo movimento che consiste in due saltelli sul piede destro e due sul piede sinistro.
Di derivazione profana, pare venisse anticamente eseguito come forma di scongiuro per le vittime della puntura della malmignatta (s'argia o arza), un ragno velenoso, per allontanare il pericolo della morte. 
Tale ipotesi sarebbe suffragata non solo dal fatto che da esso deriva su ballu 'e s'arza (il ballo della malmignatta), eseguito a passo di dillu, ma anche dal nome stesso del ballo.
La parola dillu sarebbe infatti una contrazione di "dilliriu" che significa delirio; inoltre le parole che accompagnano spesso la danza "dilliri, dilliri, dilliriana", richiamano per assonanza la stessa parola “dillirium”.
Una seconda ipotesi invece fa risalire il nome del ballo da  "dillisu"  (“beffa, scherno”) e sostiene che nei tempi antichi il ballo venisse eseguito dopo una razzia di bestiame ("bardana") come festeggiamento per essere riusciti a beffare i proprietari della mandria.

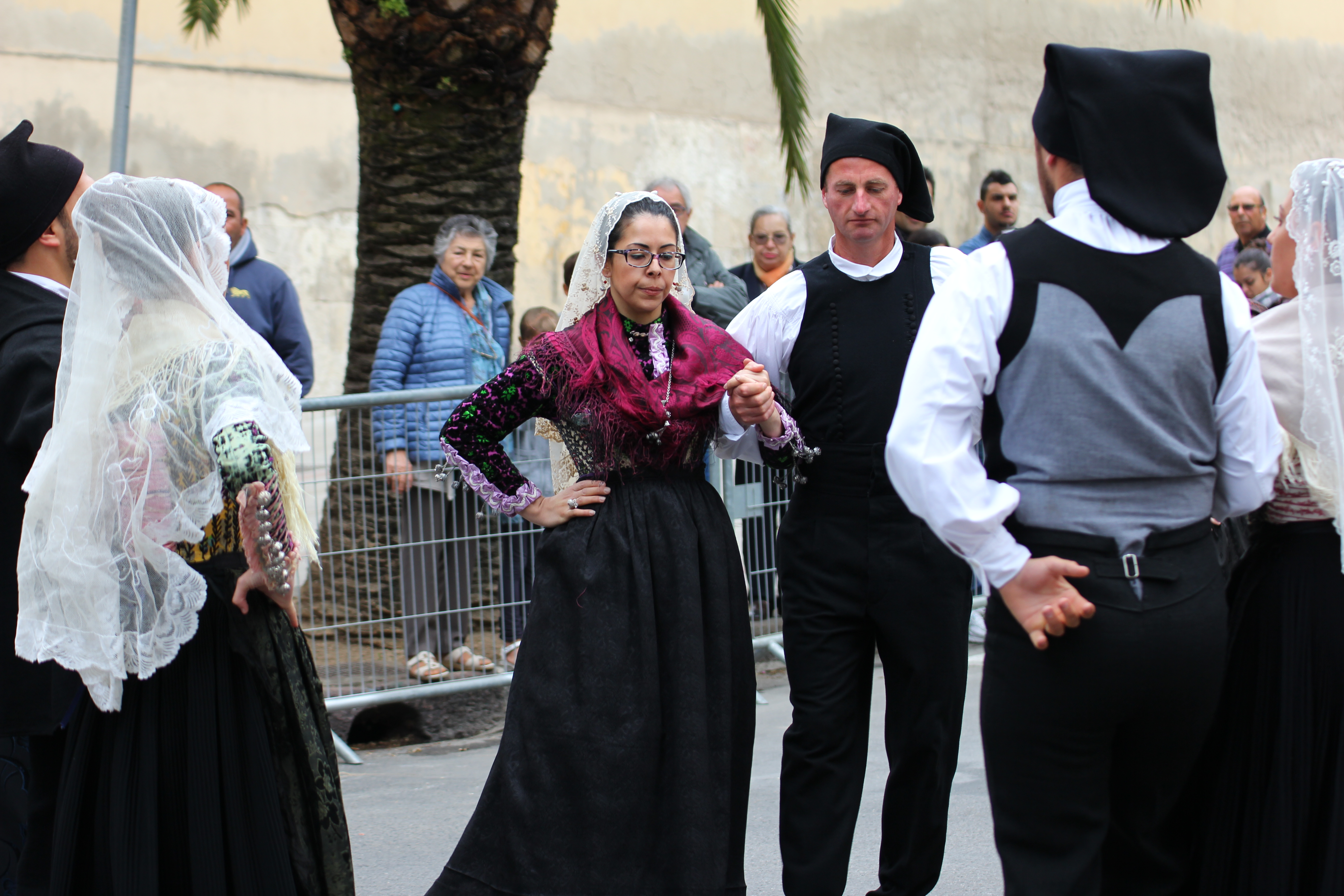

### Su Ballu Curridore
Prevalentemente eseguito durante i matrimoni, viene eseguito con una coreografia che prevede intrecci, serpentoni e chiocciole ed è accompagnato dall'organetto o dall'armonica a bocca.
A volte viene anche chiamato “dillu”.

### Sa danza
Ballo originario delle zone come guilcier, marghine, barigadu e mandrolisai viene danzato in modo circolare e a manu tenta, o a coppie disposte l'una di fianco all'altra che si tengono per mano tenendo le braccia semiflesse.
Il passo base è composto da due saltelli sul piede destro, a cui segue un inchino con appoggio sul piede sinistro ed una serie di passi laterali verso sinistra o verso destra in cui ad un passo semplice segue un passo in cui viene portato avanti il piede sinistro, quindi si avvicina il piede destro riportandolo immediatamente in avanti.
Per tale ragione è considerato uno dei balli più impegnativi e faticosi.